# KBR, Inc.
KBR is een Amerikaans aannemers- en constructiebedrijf, een private military contractor (PMC) en tot 2007 een onderdeel van Halliburton. Het werd in 1998 gevormd als Kellogg Brown & Root toen Halliburton Brown & Root samenvoegde met M.W. Kellogg. In 2002 werd de naam veranderd in KBR.
Brown & Root was naast aannemer ook een offshorepionier, eerst in de Golf van Mexico en daarna wereldwijd. Het bedrijf heeft veel voor het Amerikaanse leger gewerkt, zowel gedurende de Vietnamoorlog als gedurende en na de invasie van Irak in 2003. Halliburton en KBR hadden banden met de regering Bush.

## Balkan
In 1996 kreeg Brown & Root van de regering Clinton een contract om de troepen van Amerika en de NAVO te ondersteunen in het kader van de operatie van SFOR in de Balkan. In 1999 werd dat contract uitgebreid met de start van de operaties van KFOR in Kosovo. KBR bouwde met het Amerikaanse leger Camp Bondsteel, de grootste Amerikaanse militaire basis buiten het grondgebied van de Verenigde Staten. De basis ligt in een gebied met strategische pijpleidingen en transportroutes. In de buurt van het kamp is een belangrijke oliepijpleiding gepland, dat olie van Burgas (Bulgarije) naar Vlorë (Albanië) moet pompen, het AMBO-project. KBR onderzocht de mogelijkheden van AMBO onder leiding van Edward Ferguson.
In 2000 onderzocht GAO de onderneming in verband met het te veel in rekening brengen van geleverde diensten en het verlenen van onnodige diensten in de Balkan.

## Afghanistan
KBR kreeg in 2002 opdracht een nieuwe Amerikaanse ambassade in Kabul, Afghanistan te bouwen (waarde: 100 miljoen dollar) en contracten voor vijftien klussen ten behoeve van Operatie Enduring Freedom, waaronder de bouw van een kamp in Kandahar (waarde: 216 miljoen dollar).

## Irak
Het Amerikaanse leger gunde KBR het contract in Irak huisvesting te leveren voor 100.000 manschappen (waarde: 200 miljoen dollar). Dit onder Logistics Civil Augmentation Program (LOGCAP). De onderneming sleepte ook andere contracten binnen, waaronder die voor de reparatie van olie-faciliteiten (verkregen vóór de invasie begonnen was) en de bouw van kampen voor gevangenen. In 2004 kreeg KBR met andere ondernemingen het contract voor het oplappen van de Iraakse olie-industrie, waarbij KBR de olievelden in het zuiden onder haar hoede kreeg.
De Democratische congresleden Henry Waxman en John Dingell stelden in 2003 vragen bij de wijze, waarop de U.S. Agency for International Development en het Pentagon tegen de regels contracten verleenden aan bedrijven die banden hebben met de regering Bush. Ze eisten hiernaar een onderzoek, alsmede een onderzoek naar de hoge prijzen voor olie die in Irak werd geïmporteerd en verkocht.
Filmmaker Robert Greenwald kwam in 2006 met de documentaire "Iraq for Sale: the War Profiteers" waarin hij kritiek leverde op de activiteiten van Halliburton in Irak. Over verschillende activiteiten van KBR in het land zijn lawsuits gestart. Volgens Joshua Eller, die op een vliegbasis bij Bagdad werkte, leverde KBR voedsel aan Amerikaanse militairen en anderen, dat 'voorbij de houdbaarheidsdatum was, bedorven, rot of dat mogelijk shrapnel of andere stoffen bevatte'. KBR leverde water dat niet deugde en ijs werd vervoerd in trucks die eerder waren gebruikt om menselijke resten te vervoeren, aldus Eller, die in 2006 verschillende gezondheidsklachten kreeg. Op 6 november 2008 begon hij een rechtszaak in Texas. In een andere zaak beweren 16 leden van de Indiana National Guard dat zij bij een waterbewerkingscentrale in Quarmat Ali werden blootgesteld aan kankerverwekkende chemicaliën. Zij kregen symptomen die op vergiftiging wezen, zoals bloeden uit de neus (chrome nose). Volgens KBR-managers kwam dat door de woestijnlucht of het zand. De onderneming zou het probleem ook hebben verholpen. Ook de zestien mannen zijn een zaak begonnen. In een andere zaak is eveneens sprake van blootstelling aan giftige stoffen.

## Gevangeniskampen
In januari 2006 verleende het Department of Homeland Security (U.S. Immigration and Customs Enforcement) de onderneming een contract (waarde: 385 miljoen dollar) voor de bouw van detentiecentra (gevangenissen). Deze centra worden gebruikt voor de opvang van illegale migranten.
Volgens critici is het niet uitgesloten, dat deze kampen tijdens een nationale noodtoestand gaan dienen om politieke tegenstanders op te sluiten. Ze wijzen hierbij op allerlei anti-terreur-maatregelen die de regering Bush na de aanslagen op 11 september 2001 heeft genomen, zoals de Patriot Act en de Militairy Commissions Act (2006).